# كينيث إموري
كينيث إموري (بالإنجليزية: Kenneth Emory)‏ هو عالم إنسان أمريكي، ولد في 23 نوفمبر 1897 في فيتشبورغ في الولايات المتحدة، وتوفي في 2 يناير 1992 في هونولولو في الولايات المتحدة.